# Absorbed in dreams and yearning
Absorbed in dreams and yearning is een studioalbum van Nattefrost. Het album is opgenomen in Kopenhagen, de Nattefrost geluidsstudio van enig bandlid Bjorn Jeppesen, Odense (Nattefrost Mobile) en Münster. Het was het eerste album dat Nattefrost opname voor het Nederlandse platenlabel Groove Unlimited, gespecialiseerd in elektronische muziek.

## Musici
- Bjorn Jeppesen – synthesizers, elektronica, zangstem op tracks 5 en 8

met
- Ute Stemmann – zang op track 4

## Muziek
| Nr. | Titel                           | Duur  |
| --- | ------------------------------- | ----- |
| 1.  | The battle that lasted forever  | 9:41  |
| 2.  | Where the gods are watching     | 4:03  |
| 3.  | Through clear and frosty nights | 11:09 |
| 4.  | Visions of a pale moon          | 3:46  |
| 5.  | Valhal                          | 11:28 |
| 6.  | Descending fro the stars        | 3:39  |
| 7.  | Absorbed in dreams and yearning | 9:56  |
| 8.  | The northern lights             | 5:12  |